# Jurij Fjodorovič Orlov
Jurij Fjodorovič Orlov (rusky Юрий Фёдорович Орлов; 13. srpna 1924, Moskva, SSSR – 27. září 2020, Ithaca, New York, USA) byl ruský jaderný fyzik, sovětský disident a aktivista vystupující na obranu lidských práv.
Po 2. světové válce pracoval v moskevském Institutu teoretické a experimentální fyziky. Pro svou činnost na obranu lidských práv musel později odejít do arménského Jerevanu, kde se na počátku 60. let podílel na konstrukci urychlovače částic ve zdejším Fyzikálním ústavu.
Po svém návratu do Moskvy založil v roce 1976 společně s Andrejem Sacharovem a dalšími aktivisty Moskevskou helsinskou skupinu, která se snažila monitorovat dodržování Helsinských dohod, které sovětské státní orgány podepsaly v roce 1975. Rok poté byl zajat a internován v sibiřském Gulagu.[zdroj⁠?!]
V roce 1986 byl zbaven sovětského státního občanství a deportován do USA výměnou za sovětského špiona. Od konce tohoto roku prováděl výzkum na Cornellově univerzitě.
Za své zásluhy v souvislosti s lidskoprávním aktivismem obdržel Orlov Nicholsonovu Medaili za humanitární službu v roce 2006 též cenu Andreje Sacharova, jež je udělována Společností amerických fyziků.